# Natalia Gutman
Natalia Grigórievna Gutman (Наталья Григо́рьевна Гутман) (*14 de noviembre de 1942, Kazán) es una violoncelista rusa.

## Trayectoria
Comenzó su formación musical con su abuelo Anísim Berlin y con la profesora Galina Kozolúpova. Más tarde llegaron Mstislav Rostropóvich, Sviatoslav Richter y su marido, el violinista Oleg Kagan. El maestro Richter mostró su admiración por ella cuando dijo “...Natalia Gutman es la encarnación de la sinceridad en la música”.
En 1967 Natalia Gutman ganó el Concurso ARD de Múnich (en el que en 2005 fue miembro del jurado), y que supuso el lanzamiento de su carrera internacional. Desde entonces ha tocado en todos los continentes con orquestas como la Filarmónica de Viena, Filarmónica de Berlín, Filarmónica de San Petersburgo, Sinfónica de Londres, Sinfónica de Múnich, Concertgebouw de Ámsterdam y muchas otras. Ha intervenido en festivales como el de verano de Salzburgo, Berlín y Viena Festwochen. Wolfgang Sawallisch, Riccardo Muti, Claudio Abbado, Bernard Haitink, Yevgueni Svetlánov, Yuri Temirkánov, Sergiu Celibidache, Mstislav Rostropóvich y Kurt Masur son algunos de los directores con los que ha trabajado.
La música de cámara es otro de los intereses de Natalia Gutman. Martha Argerich, Elisso Virssaladze, Yuri Bashmet, Alekséi Lubímov, Sviatoslav Richter y Oleg Kagan son algunos de los músicos con los que ha tocado habitualmente. Ha estrenado obras contemporáneas entre las que destacan la Sonata y el Concierto nº 1 para violonchelo que le dedicó Alfred Schnittke. Ha interpretado las Suites completas para violonchelo solo de Bach en Moscú, Berlín, Múnich, Madrid, Barcelona y otras ciudades.
Natalia Gutman actúa por todo el mundo y sus apariciones en 2005 en Estados Unidos incluyeron un concierto con la Sinfónica de San Francisco así como recitales y conciertos en California, Baltimore y Boston, además de actuaciones por Asia y Europa. 2006 lo ha dedicado a Robert Schumann con su Concierto para violonchelo en Milán, Valencia, Colonia, Londres, Taipéi y Florencia, así como la interpretación de uno de los conciertos de Shostakóvich en Caracas, Tel Aviv, Monte Carlo, Varsovia, Atenas, Viena, Países Bajos y Francia.
En París, con la Filarmónica de esta ciudad, interpret'o el Concierto de Witold Lutoslawski y en Lille, el Concierto de Henri Dutilleux como colofón al año 2006.
Gutman ha realizado innumerables grabaciones de los dos conciertos de Shostakovich con la Orquesta Filarmónica Real bajo Yuri Temirkanov (RCA Victor), Concierto Dvorak con la Orquesta de Filadelfia bajo Wolfgang Sawallisch (EMI), Schnittke Concert N ° 1 y Schumann Concert con London Philharmonic Orchestra bajo Kurt Masur y en 2007 otra versión de Schumann Concert con Claudio Abbado y Mahler Chamber Orchestra. Junto con María Michel-Bayerle, inició la Live Classics Recording Company con el fin de publicar las numerosas grabaciones en directo realizadas con Sviatoslav Richter, Oleg Kagan, Elisso Virsaladze, Yuri Bashmet, Vasily Lobanov, Eduard Brunner y muchos otros.
Dedicada a los jóvenes talentos, Natalia Gutman ofrece lecciones magistrales por todo el mundo; ha sido durante muchos años profesora de la Escuela de Música de Stuttgart y todavía da clases en Moscú. Cada año, a principios de julio, invita a artistas reconocidos al Festival de Música Internacional Tegernsee en los Alpes bávaros, un festival de música de cámara que ella misma fundó en 1990 con Oleg Kagán y dedicado a él después de su muerte en 1990.
En mayo de 2005 el presidente de la República Federal de Alemania, Horst Köhler, le impuso la máxima condecoración “Bundesverdienstkreuz 1. Klassse” y en 2006 ha sido propuesta para formar parte de los “Amigos del Royal College of Music” de Londres.
Vive cerca de Múnich.